# Amroth
Amroth  je izmišljen lik iz Tolkienove mitologije, serije knjig o Srednjem svetu britanskega pisatelja J. R. R. Tolkiena.
V delih je le bežno omenjen, bil je (verjetno sindarski) vilin iz Lóriena. 